# Рамкова конвенція про захист національних меншин

Підписанти, які не ратифікували конвенції, позначені світло-зеленим
Держави, що підписали та ратифікували конвенцію, позначені темно-зеленим
Білим — держави-члени Ради Європи, що не підписували конвенції
Не є членами Ради Європи — сірим

Рамкова конвенція про захист національних меншин — конвенція Ради Європи, багатосторонній договір, спрямований на захист прав національних меншин. Підписана 1 лютого 1995 року у Страсбурзі. Верховна Рада України ратифікувала її 9 грудня 1997 р.. 

## Основні принципи
Цей договір є першим міжнародно-правовим інструментом, спрямованим на захист прав осіб-членів національних меншин як інтегральної складової прав людини в цілому. Концептуальний підхід, закладений у Конвенції, передбачає «досягнення у всіх сферах економічного, соціального, політичного та культурного життя повної та справжньої рівності між особами, які належать до національної меншини, та особами, які належать до більшості населення».  
Конвенція спрямована на сприяння повній та реальній рівності національних меншин, встановлюючи у стосунку до осіб, які належать до національних меншин, у сферах суспільного життя, такі принципи: 
- Недискримінація
- Просування ефективної рівності
- Сприяння та збереження культури, релігії, мови і традицій
- Свобода мирних зібрань
- Свобода асоціацій
- Свобода вираження думок
- Свобода думки, совісті і релігії
- Право на доступ і використання засобів масової інформації
- Свободи, що стосуються мови та освіти
- Транскордонні контакти і співробітництво
- Участь в економічному, культурному та суспільному житті
- Заборона примусової асиміляції[4].

Захист існування національних меншин відбувається в рамках відповідних територій держав-учасників Конвенції. 
Прийнявши цю Конвенцію, Рада Європи офіційно визнала права національних меншин складовою прав людини. Втім, назва конвенції («рамкова») засвідчує, що цей договір лише встановлює загальні демократичні принципи, в рамках яких держави-підписанти діють самостійно, враховуючи неоднозначність та специфіку питання прав національних меншин у різних країнах. 

## Реалізація
При Комітеті Міністрів Ради Європи існує Консультативний комітет Рамкової конвенції про захист національних меншин. До нього належать 18 незалежних експертів. Метою діяльності Комітет є оцінка виконання державами-учасницями положень Конвенції, що здійснюється на основі інформації, отриманої з державних доповідей та повідомлень неурядових організацій, а також власного моніторингу.
Співпрацюючи із Консультативним комітетом, Міністерство культури України готує раз на 5 років Доповідь про виконання Україною Рамкової конвенції Ради Європи про захист національних меншин, спрямовує коментарі до оцінювальної доповіді Комітету, а також забезпечує організацію моніторингових візитів до України експертів Консультативного комітету.